# Публий Ацилий Аттиан
Пу́блий Аци́лий Аттиа́н (лат. Publius Acilius Attianus, I век — II век) — могущественный римский префект претория, сыгравший значительную роль в передаче власти от Траяна к Адриану.
Родился в Италике, Бетика, и, таким образом, являлся земляком Публия Элия Адриана Афра, отца императора Адриана. Когда Афр умер около 86 года, Аттиан и будущий император Траян (ещё один уроженец Италики) стали опекунами десятилетнего Адриана. О ранней карьере Аттиана ничего не известно, но к концу правления Траяна он был префектом претория совместно с Сервием Сульпицием Симилом. Пока Симилис оставался в Риме, Аттиан сопровождал императора в походе на Восток.
Незадолго до своей смерти Траян якобы составил письмо, в котором назвал Адриана своим приёмным сыном и преемником. Подозрения в подлинности возникли потому, что копия письма, дошедшего до Рима, была подписана Помпеей Плотиной. Ходили слухи, что Аттиан и императрица Плотина были любовниками, оба очень любили Адриана, своего подопечного, и оба присутствовали у смертного одра Траяна в Селинунте в Киликии в августе 117 года. Вдвоём они легко могли обеспечить правопреемственность Адриана, подделав завещание Траяна.
Вместе с Помпеей Плотиной и Салониной Матидией Аттиан сопровождал тело Траяна в Селевкию, а его прах — в Рим.
В начале правления Адриана Аттиан был советником императора и, возможно, стоял за убийством четырёх консуляров — Пальмы, Цельса, Нигрина и Лузия, — чья смерть запятнала начало правления нового императора. Однако Адриан был недоволен, что в руках Аттиана сосредоточено столько власти, и в 119 году он освободил его от должности префекта претория. После выхода на пенсию Аттиану было присвоено звание сенатора и ornamenta consularia. Его дальнейшая судьба неизвестна.